# پردیس سینمایی رازی
پردیس سینمایی رازی یک پردیس سینمایی در منطقه ۱۱ تهران و در خیابان هلال احمر است.
این سینما در سال ۱۳۸۷ تاسیس شده است و دارای یک سالن اصلی به ظرفیت ۱۶۰ نفر و یک سالن دیجیتال به ظرفیت ۶۰ نفر می باشد.